# Palila de Hawaii
La palila de Hawaii (Loxioides bailleui) és un ocell de la família dels fringíl·lids (Fringillidae) i únic del gènere Loxioides Oustalet, 1877.

## Hàbitat i distribució
Habita boscos de les muntanyes Mauna Kea i Mauna Loa, a l'illa de Hawaii.